# Megasoma occidentalis
Megasoma occidentalis är en skalbaggsart som beskrevs av Bolivar, Pieltain, Jimenez-asua och Martinez 1963. Megasoma occidentalis ingår i släktet Megasoma och familjen Dynastidae. Inga underarter finns listade i Catalogue of Life.

## Bildgalleri

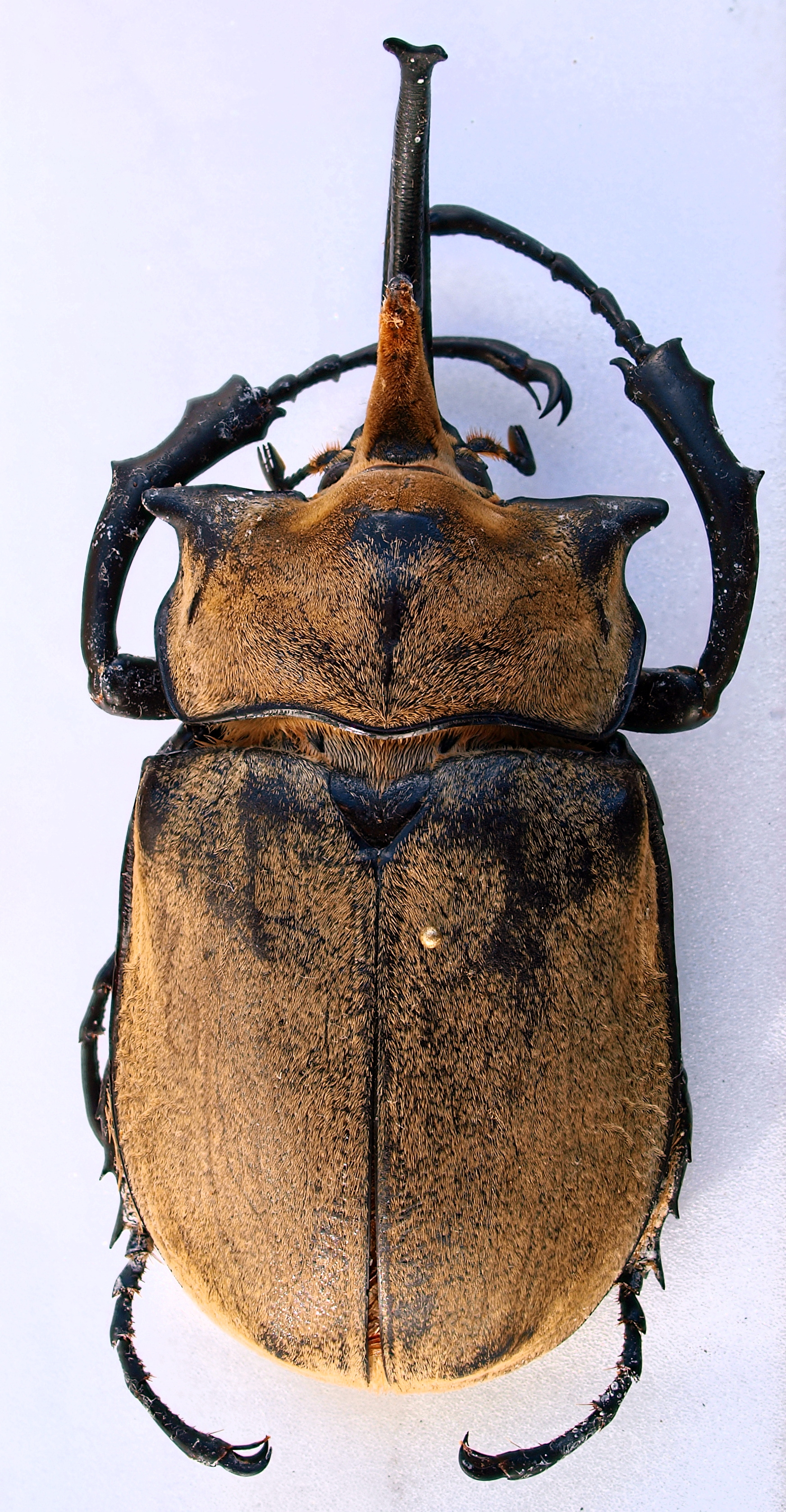